# Октавии
Октавиите (на латински: Octavii, от octavus – „осми“) са фамилия от Древен Рим. Мъжете носят името Октавий (на латински: Octavius), a жените: Октавия (на латински: Octavia).
Родът произхожда от града на волските Велитра (дн. Велетри); улица в най-оживената му част е наречена „Октавиева“. Родът е въведен в сената от Тарквиний Стари, а цар Сервий Тулий го въвежда в съсловието на патрициите. По-късно преминава към плебейското съсловие, като е върнат сред патрициите от Юлий Цезар.

## По-известни личности
- Гней Октавий Руф, квестор 230 пр.н.е.
- Гай Октавий (конник)
- Гай Октавий (военен трибун), 216 пр.н.е.
- Гней Октавий (претор 205 пр.н.е.)
- Гней Октавий (консул 165 пр.н.е.)
- Марк Октавий (трибун 133 пр.н.е.)
- Гней Октавий (консул 128 пр.н.е.)
- Гай Октавий (дядо на Август), конник от Велитра, дядо на Август
- Гней Октавий Руф (квестор 107 пр.н.е.)
- Гней Октавий (консул 87 пр.н.е.)
- Луций Октавий, консул 75 пр.н.е.
- Гней Октавий (консул 76 пр.н.е.)
- Гай Октавий, претор 61 пр.н.е., управител на Македония, баща на Август
- Марк Октавий (едил 50 пр.н.е.)
- Гай Октавий, първият римски император, наречен 27 пр.н.е. Август
- Октавия Старша, половин сестра на император Август
- Октавия Младша, сестра на император Август
- Гай Октавий Ленат, суфектконсул 33 г., баща на Октавий Ленат и Сергия Плавтила (майка на император Нерва)
- Сергий Октавий Ленат Понтиан, консул 131 г.